# Elymus pungens
Elymus pungens là một loài thực vật có hoa trong họ Hòa thảo. Loài này được (Pers.) Melderis mô tả khoa học đầu tiên năm 1978.